# The Aztecs
The Aztecs (Les Aztèques) est le sixième épisode de la première saison de la première série de la série télévisée britannique de science-fiction Doctor Who, diffusé pour la première fois en quatre parties hebdomadaires du 23 mai au 13 juin 1964. Écrit par le scénariste John Lucarotti, l'épisode énonce pour la première fois de la série l'idée que les évènements historiques ne peuvent pas être réécrits.

## Accroche
Ayant atterri sans le vouloir au milieu d'une tombe aztèque, Barbara est prise pour la réincarnation de la prêtresse Yetaxa. Traitée comme une déesse, elle souhaite que les Aztèques en finissent avec les sacrifices humains, mais le Docteur l'avertit : la marche du temps ne peut être changée.

## Casting
- William Hartnell — Le Docteur
- Carole Ann Ford — Susan Foreman
- Jacqueline Hill — Barbara Wright
- William Russell — Ian Chesterton
- Keith Pyott — Autloc
- John Ringham — Tlotoxl
- Ian Cullen — Ixta
- Margot Van der Burgh — Cameca
- Tom Booth — Le premier sacrifice
- David Anderson — Le capitaine Aztèque.
- Walter Randall — Tonila
- André Boulay — Le sacrifice parfait

## Résumé

### The Temple of Evil
Le TARDIS atterrit dans une tombe aztèque, que Barbara et Susan pensent abandonnée. Ça n'est qu'en sortant que tous s'aperçoivent qu'ils se trouvent en réalité au XVe siècle dans un temple aztèque ; étant sortie d'une tombe impossible à ouvrir de l'extérieur et portant un bracelet qu'elle avait ramassé dans le tombeau, Barbara est prise pour la réincarnation du grand prêtre Yetaxa, tandis que ses compagnons sont identifiés comme ses serviteurs. Ils font rapidement connaissance avec certains aztèques : Autloc, le grand prêtre de la connaissance, un vieux sage qui respecte les décisions de Barbara ; Tlotoxl, le prêtre des sacrifices qui se méfie de Barbara ; Ixta, le guerrier mis en rivalité avec Ian par Tlotoxl pour la place de commandant des forces aztèques et Cameca, une femme pleine de sagesse avec laquelle le Docteur s'entend très vite. 
Placée dans une situation de commandement, Barbara tente de faire en sorte que les aztèques abandonnent le sacrifice humain, estimant que cette coutume barbare les a poussés à être vaincus par les Espagnols, mais le Docteur tente de la mettre en garde : elle ne doit pas essayer de réécrire le passé. Tentant d'empêcher un sacrifice, Barbara s'aperçoit que le candidat au sacrifice prend cela pour une offense et se suicide de lui-même. Pire, maintenant Tlotoxl souhaite prouver qu'elle n'est qu'une menteuse qui se fait passer pour Yetaxa.

### The Warriors of Death
Après qu'Ian ait paralysé Ixta grâce à une technique n'utilisant que son pouce, celui-ci souhaite l'affronter dans un combat à mort. Ixta est le fils de l'ingénieur qui a construit le tombeau dans lequel est enfermé le TARDIS et en échange des plans, le Docteur enseigne à Ixta un moyen de neutraliser ses ennemis au moyen d'une plante toxique, ne sachant pas que celui-ci va l'utiliser contre Ian. 
Alors que Barbara révèle à Autloc que son peuple risque de s'éteindre si jamais ils continuent les sacrifices rituels, elle apprend le combat entre Ixta et Ian. Elle, le Docteur, Autloc et Tlotoxl sont alors témoins d'une défaite avérée de Ian, à la suite de l'utilisation de la plante toxique sur ce dernier. Comme Barbara souhaite que le combat cesse, Tlotoxl lui demande de prouver sa nature divine.

### The Bride of Sacrifice
Le combat cesse car Barbara prend Tlotoxl en otage, ce qui force Ixta à arrêter. Ixta en profite même pour faire croire à Ian qu'ils sont maintenant amis, tandis que le Docteur tente de faire avouer Tlotoxl sur un moyen de rentrer dans le tombeau en lui expliquant que cela permettrait de savoir si Barbara est vraiment Yetaxa. Ian tente alors de convaincre Barbara que son idée de changer la mentalité des Aztèques est mauvaise, Autloc étant l'exception au milieu d'une civilisation qui n'est pas prête à abandonner le sacrifice. Pendant ce temps-là, le Docteur partage une tasse de cacao avec Cameca et ne s'aperçoit que trop tard que cela fait de lui son fiancé.
Tlotoxl tente d'empoisonner Barbara en s'adjoignant les services de Tonila, un des serviteurs, mais celle-ci est avertie de la trahison par Ian et jette la coupe à terre. Puis, Tlotoxl utilise une rébellion de Susan, qui souhaite ne pas épouser le prochain candidat au sacrifice (« la parfaite victime ») pour en faire la prochaine personne à « punir » lors de l'éclipse à venir. Cette situation aura pour conséquence d'affaiblir encore une fois la position de Barbara, alors qu'Autloc lui-même était prêt à la soutenir. 
Ian et le Docteur tentent d'entrer dans le tombeau grâce à un passage que le Docteur a découvert grâce à un présent de Cameca. Hélas, Ixta arrive et referme le passage, le Docteur faisant mine que le passage était déjà ouvert, et Ixta ne mentionnant pas qu'il sait qu'Ian est dans le passage ; il apprend au Docteur que ce passage est relié à un barrage, et va se remplir d'eau.

### The Day of Darkness
Ian réussit à s'échapper du tunnel se remplissant d'eau et trouve par la même occasion un passage vers l'intérieur du tombeau. Il réussit à en informer les autres en déjouant pour cela les plans de Ixta, mais se fait accuser pour une agression sur la personne d'Autloc, planifiée par Tlotoxl.
Barbara réussit à convaincre Autloc de l'aider à libérer ses amis, mais cela aura pour conséquence de pousser Autloc à l'exil volontaire. L'équipe réussit à libérer Susan grâce à l'aide de Cameca et celle-ci demande au Docteur de ne jamais l'oublier. Un peu plus tard, Ian et Ixta entreront dans un combat à mort dont Ian sort vainqueur. Alors que le groupe réussit à s'enfuir et à atteindre leur vaisseau, Tlotoxl est devenu le leader des aztèques et en profite pour sacrifier "la parfaite victime". Le Docteur tente de rassurer Barbara en lui disant que si elle n'a pas pu empêcher le cours du temps, elle a permis à un homme, Autloc, d'ouvrir les yeux. 
Après s'être échappés avec le TARDIS, le Docteur et Susan sont inquiets des mesures que le tableau affiche : certains indices montrent que le TARDIS est arrêté alors que d'autres indiquent au contraire qu'il bouge. Où le TARDIS est-il, ou "dans quoi" est-il ?

## Continuité
- L'épisode apporte une idée qui restera continuelle (même si parfois controversée) dans la série : on ne peut réécrire les grands moments de l'histoire. Le Docteur le dit dès le début à Barbara : « You can't rewrite History ! Not one Line ! » (« Vous ne pouvez pas réécrire le passé ! Pas même une seule ligne ! »). Cela correspond à la théorie des « points fixes dans le temps » que l'on retrouve dans la nouvelle série, bien que des « exceptions » existent.
- C'est la première fois qu'un épisode met le Docteur dans une situation romantique, même s'il s'agit d'un emploi comique.

## Production

### Pré-production
Après avoir demandé 13 épisodes supplémentaires, puis 23 épisodes supplémentaires le 31 décembre 1964, le chef des programmes de la BBC, Donald Braverstock, autorisera le 13 février 1964 que Doctor Who soit diffusé sur 52 semaines. À l'époque, les saisons n'étaient pas structurées avec une idée de pause et le renouvellement se faisait tant que l'on pouvait, ce qui explique que les acteurs prenaient leurs vacances pendant la période de tournage des épisodes, forçant les scénaristes à trouver des raisons pour ôter leurs personnages du script.
À la recherche de scénarios pour les nouveaux épisodes, David Whitaker vient trouver John Lucarotti pendant la production de Marco Polo, en lui demandant de signer un nouvel épisode à caractère historique. Ayant épuisé ses recherches sur Marco Polo effectuées pour une pièce précédente, Lucarotti décide de se tourner vers le peuple aztèque, dont les ruines l'avaient fasciné à l'époque où il se trouvait à Mexico. Lucarotti se demandait comment un peuple si avancé à l'époque dans tout ce qui concerne l'astronomie, la médecine et l'agriculture était si ignorant de la roue et pratiquait encore les sacrifices. 
L'épisode est commandé le 25 février 1964 et aurait, selon Lucarotti, été écrit durant un voyage à Majorque.

### Tournage
Le tournage commença le 13 avril 1964 dans les studios d'Ealing, sous la direction de John Crockett, dont ce sera, avec la réalisation de l'épisode 4 de Marco Polo, la seule participation à Doctor Who. 
Après William Hartnell dans The Keys of Marinus, c'est au tour de Carol Ann Ford de prendre deux semaines de vacances, pendant les épisodes "The Warriors of Death" et "The Bride of Sacrifice", les prestations où Susan apprend les coutumes des Aztèques ayant déjà été pré-enregistrées au tout début du tournage. Le combat entre Ian et Ixta (en réalité des doublures) ainsi que le sacrifice de la "victime parfaite" furent aussi enregistrés à ce moment-là. 
Le tournage marque aussi le début d'une bataille de la productrice Verity Lambert pour que les épisodes soient tournés dans d'autres studios, plus grands, que ceux que la BBC leur proposaient.
L'épisode utilise une petite musique à la flûte composée par Richard Rodney Bennett.

### Casting
- John Ringham jouera ensuite le rôle de Josiah Blake dans « The Smugglers » et Ashe dans « Colony in Space ».

## Diffusion et Réception
| Épisode | Date de diffusion | Durée | Téléspectateurs en millions | Archives   |
| --- | ----------------- | ----- | --------------------------- | ---------- |
| "The Temple of Evil" | 23 mai 1964       | 23:56 | 7,4                         | Films 16mm |
| "The Warriors of Death" | 30 mai 1964       | 24:11 | 7,4                         | Films 16mm |
| "The Bride of Sacrifice" | 6 juin 1964       | 25:27 | 7,9                         | Films 16mm |
| "The Day of Darkness" | 13 juin 1964      | 25:30 | 7,4                         | Films 16mm |
| L'épisode fit entre 7,4 et 7,9 millions de téléspectateurs lors de la diffusion des épisodes du 23 mai au 13 juin 1964, confirmant la baisse d'audience entamée avec l'épisode précédent. |                   |       |                             |            |

Les négatifs de cet épisode furent tirés une nouvelle fois en 1978.
En 2008, le critique du "Radio Times" Max Braxton estimera que cet épisode est l'un des meilleurs que la série ait connus, notamment avec le dilemme de Barbara devant un changement possible de l'Histoire et le sentiment d'une inéluctable fin tragique qui traverse l'épisode. Néanmoins il note la faiblesse des scènes de combats. Christopher Bahn de The A.V. Club décrit cet épisode comme "une tragédie classique suffisamment distillée pour nous laisser de l'espoir avant la fin" et note qu'il s'agit de la seule fois dans la série classique où le Docteur est engagé (involontairement) dans une histoire romantique. Pour SFX magazine, Ian Berriman donnera la note de 3/5 notamment pour la prestation de Jacqueline Hill. Il trouve toutefois "forcée" la partie éducative ainsi que la formalité du langage et trouve que John Ringman en Tlotoxl vole la vedette.

## Novélisation
L'épisode connut une novélisation sous le titre The Aztecs en septembre 1984 par John Lucarotti lui-même. Il fut publié sous le numéro 88 de la collection Doctor Who des éditions Target Book et n'a connu aucune traduction. Lucarotti y situe l'histoire en 1507 (la date n'est jamais donnée dans l'épisode) et présente Barbara et Ian comme des visiteurs des années 1980.

## Éditions VHS et DVD
L'épisode n'a jamais été édité en français, mais a connu plusieurs éditions au Royaume-Uni. 
- Une première édition est sortie en VHS en 1992.
- Le 21 octobre 2002, cet épisode fut réédité en DVD, utilisant pour la première fois le VidFire, un processus de restauration des bandes par la technologie numérique.
- The Aztecs a été ressorti le 11 mars 2013 sous la forme d'une édition spéciale. Selon les notes de couverture cette version a une "restauration considérablement améliorée" ; depuis 2002 les processus de restauration tels que VidFIRE ont été significativement raffinés. De nouveaux suppléments comprennent une reconstruction de l'histoire perdue Galaxy 4, y compris l'épisode récemment retrouvé "Air Lock", et des enregistrements remastérisés de la bande-son des autres épisodes, accompagnés d'images fixes, d'animations et de quelques séquences survivantes[6].